# ボルネシトール
ボルネシトール(Bornesitol)は、シクリトールの一種である。リンドウ科やミツガシワ科の植物に含まれている。化学的には、この物質は、D-ミオイノシトールのメチルエーテルである。